# TT165
 (décembre 2024).
Si vous disposez d'ouvrages ou d'articles de référence ou si vous connaissez des sites web de qualité traitant du thème abordé ici, merci de compléter l'article en donnant les références utiles à sa vérifiabilité et en les liant à la section « Notes et références ».
La tombe thébaine TT 165 est située à Dra Abou el-Naga, dans la nécropole thébaine, sur la rive ouest du Nil, face à Louxor en Égypte.
C'est la sépulture de Nehemaouy (Nhm-ˁwȝj), orfèvre, datant des règnes de Thoutmôsis IV à Amenhotep III (XVIIIe dynastie).